# Murilo Antônio de Carvalho
Murilo Antônio de Carvalho (Carvalhópolis, Minas Gerais) é um jornalista e escritor brasileiro.

## Biografia
Começou sua carreira no jornalismo como  repórter do Jornal Movimento 1975-1981, onde era responsável pela seção Cena Brasileira.
Mais tarde trabalhou na Folha de S.Paulo, como repórter e também editor da "Folha Agropecuária" .
Na Editora Abril foi editor executivo do Guia Rural e diretor de redação da Revista Estilo Brasil.
Foi diretor de Redação dos programas Agrojornal e Diário Rural na  TV Bandeirantes.
No SBT foi diretor, por 26 anos, dos programas Siga Bem Caminhoneiro e Brasil Caminhoneiro.
Em 2008, publicou o livro O Rastro do jaguar, que recebeu o Prémio Leya de Romance de língua portuguesa, em Lisboa.

## Obras selecionadas
Livros de reportagem:
+Cenas Brasileiras, Histórias de Trabalhador, 1976 - Ed. Brasiliense
+Cenas Brasileiras - Festas e Artistas populares  - com outros jornalistas - 1977
+Sangue da Terra - A Luta Armada no Campo - 1980  Editora Brasil Debate
Livros de ficção:
+Raízes da Morte - Prêmio da Fundepar 1974 Editora Ática
+A Cara Engraçada do Medo - Editora Hucitec
+ O Rastro do jaguar, que recebeu em 2008 o primeiro Prémio LeYa de Romance de língua Portuguesa, em Lisboa.
Livros sobre Retratos Brasileiros:
+O vale do São Francisco - Uma viagem de Canoa de Minas Gerais ao Oceano Atlântico - Fotografias de Ronaldo Kotscho - Editora Raízes
+Raso da Catarina - o deserto brasileiro - fotografias de Silvestre Silva - Editora Alternativa
+Baixo São Francisco - Fotografia de José Caldas Editora DDesenho
+Flores do Alimento - Fotografia de Silvestre Silva
+Oparapitinga - Rio São Francisco -  com outros autores, fotografia de José Caldas - Editora Editora Casa da Palavra
+Minas - Estado de Espírito - com outros autores, fotografia de José Caldas - Editora Olhares
+Cachaça, uma alegre história brasileira - Fotografias de Silvestre Silva - Editora Raízes
+Ford Caminhões 50 anos de Brasil
+Uma vida, um talento - Biografia do cantor Sérgio Reis - 2018